# Olympische Winterspiele 1928/Teilnehmer (Norwegen)
| Gelbes Symbol für Goldmedaillen mit stilisierten Olympischen Ringen | Graues Symbol für Silbermedaillen mit stilisierten Olympischen Ringen | Braundes Symbol für Bronzemedaillen mit stilisierten Olympischen Ringen |
| ------------------------------------------------------------------- | --------------------------------------------------------------------- | ----------------------------------------------------------------------- |
| 6                                                                   | 4                                                                     | 5                                                                       |

Norwegen nahm an den II. Olympischen Winterspielen 1928 in St. Moritz mit einer Delegation von 25 Athleten, davon 3 Frauen, teil. Sie war mit Abstand die erfolgreichste Nation, obwohl sie nur in den Eislauf- und Skibewerben teilnahm.
| Männliche Teilnehmer aus Norwegen | Männliche Teilnehmer aus Norwegen | Männliche Teilnehmer aus Norwegen | Männliche Teilnehmer aus Norwegen | Männliche Teilnehmer aus Norwegen                                                        | Männliche Teilnehmer aus Norwegen | Männliche Teilnehmer aus Norwegen | Männliche Teilnehmer aus Norwegen |
| Sportart                          | Sportler                          | Disziplin                         | Platz                             | Bemerkung                                                                                |                                   |                                   |                                   |
| --------------------------------- | --------------------------------- | --------------------------------- | --------------------------------- | ---------------------------------------------------------------------------------------- | --------------------------------- | --------------------------------- | --------------------------------- |
| Eisschnelllauf                    | Ivar Ballangrud                   | 1500 m                            | Bronze                            |                                                                                          |                                   |                                   |                                   |
| Eisschnelllauf                    | Ivar Ballangrud                   | 5000 m                            | Gold                              |                                                                                          |                                   |                                   |                                   |
| Eisschnelllauf                    | Armand Carlsen                    | 5000 m                            | 5                                 |                                                                                          |                                   |                                   |                                   |
| Eisschnelllauf                    | Bernt Evensen                     | 500 m                             | Gold                              |                                                                                          |                                   |                                   |                                   |
| Eisschnelllauf                    | Bernt Evensen                     | 1500 m                            | Silber                            |                                                                                          |                                   |                                   |                                   |
| Eisschnelllauf                    | Bernt Evensen                     | 5000 m                            | Bronze                            |                                                                                          |                                   |                                   |                                   |
| Eisschnelllauf                    | Roald Larsen                      | 500 m                             | Bronze                            |                                                                                          |                                   |                                   |                                   |
| Eisschnelllauf                    | Roald Larsen                      | 1500 m                            | 4                                 |                                                                                          |                                   |                                   |                                   |
| Eisschnelllauf                    | Wollert Nygren                    | 1500 m                            | 13                                |                                                                                          |                                   |                                   |                                   |
| Eisschnelllauf                    | Oskar Olsen                       | 500 m                             | 9                                 |                                                                                          |                                   |                                   |                                   |
| Eisschnelllauf                    | Håkon Pedersen                    | 500 m                             | 6                                 |                                                                                          |                                   |                                   |                                   |
| Eisschnelllauf                    | Michael Staksrud                  | 5000 m                            | 7                                 |                                                                                          |                                   |                                   |                                   |
| Ski Nordisch                      | Alf Andersen                      | Spezialsprunglauf                 | Gold                              |                                                                                          |                                   |                                   |                                   |
| Ski Nordisch                      | Johan Grøttumsbråten              | 18-km-Langlauf                    | Gold                              |                                                                                          |                                   |                                   |                                   |
| Ski Nordisch                      | Johan Grøttumsbråten              | Nordische Kombination             | Gold                              |                                                                                          |                                   |                                   |                                   |
| Ski Nordisch                      | Hagbart Haakonsen                 | 18-km-Langlauf                    | 5                                 |                                                                                          |                                   |                                   |                                   |
| Ski Nordisch                      | Ole Hegge                         | 18-km-Langlauf                    | Silber                            |                                                                                          |                                   |                                   |                                   |
| Ski Nordisch                      | Ole Hegge                         | 50-km-Langlauf                    | 5                                 |                                                                                          |                                   |                                   |                                   |
| Ski Nordisch                      | Olav Kjelbotn                     | 50-km-Langlauf                    | 4                                 |                                                                                          |                                   |                                   |                                   |
| Ski Nordisch                      | Hans Kleppen                      | Spezialsprunglauf                 | 36                                | stürzte bei beiden Sprüngen                                                              |                                   |                                   |                                   |
| Ski Nordisch                      | Ole Kolterud                      | Nordische Kombination             | 8                                 |                                                                                          |                                   |                                   |                                   |
| Ski Nordisch                      | Reidar Ødegaard                   | 18-km-Langlauf                    | Bronze                            |                                                                                          |                                   |                                   |                                   |
| Ski Nordisch                      | Sigmund Ruud                      | Spezialsprunglauf                 | Silber                            |                                                                                          |                                   |                                   |                                   |
| Ski Nordisch                      | John Snersrud                     | Nordische Kombination             | Bronze                            |                                                                                          |                                   |                                   |                                   |
| Ski Nordisch                      | Johan Støa                        | 50-km-Langlauf                    | 8                                 |                                                                                          |                                   |                                   |                                   |
| Ski Nordisch                      | Jacob Tullin Thams                | Spezialsprunglauf                 | 28                                | erreichte mit 73 m im zweiten Sprung die höchste Weite, stürzte bei diesem Sprung jedoch |                                   |                                   |                                   |
| Ski Nordisch                      | Hans Vinjarengen                  | Nordische Kombination             | Silber                            |                                                                                          |                                   |                                   |                                   |
|                                   |                                   |                                   |                                   |                                                                                          |                                   |                                   |                                   |
| Weibliche Teilnehmer aus Norwegen |                                   |                                   |                                   |                                                                                          |                                   |                                   |                                   |
| Sportart                          | Sportler                          | Disziplin                         | Platz                             | Bemerkung                                                                                |                                   |                                   |                                   |
| Eiskunstlauf                      | Sonja Henie                       | Damen                             | Gold                              |                                                                                          |                                   |                                   |                                   |
| Eiskunstlauf                      | Edel Randem                       | Damen                             | 13                                |                                                                                          |                                   |                                   |                                   |
| Eiskunstlauf                      | Karen Simensen                    | Damen                             | 16                                |                                                                                          |                                   |                                   |                                   |